# Carlos Jiménez Licona
Carlos Jiménez Licona (ur. 28 marca 1952) – gwatemalski dyplomata i polityk.
Studiował między innymi na Universidad de San Carlos de Guatemala. Pełnił funkcję ambasadora w Luksemburgu, Holandii i przy Wspólnotach Europejskich (1989–1992). W latach 1992–1995 był ambasadorem w Szwecji, od 2000 do 2007 ambasadorem w Kanadzie, natomiast od 2007 do 2011 kierował ambasadą w Brazylii. Od 2011 jest ambasadorem w Niemczech.
Dwukrotnie pełnił funkcję wiceministra spraw zagranicznych (1992 - 1993 i 1998 - 2000).